# Карбън (окръг, Уайоминг)
Вижте пояснителната страница за други значения на Карбън.
Окръг Карбън (на английски: Carbon County) е окръг в щата Уайоминг, Съединени американски щати. Площта му е 20 627 km², а населението – 15 618 души (2016). Административен център е град Ролинс.